# Списак градоначелника Новог Сада
Од тренутка када је Нови Сад добио статус слободног краљевског града (1. фебруара 1748) од царице Светог римског царства, Марије Терезије, до данашњих дана, на челу града су се смењивали многи Новосађани под различитим титулама. Они су, хронолошки, били:

## Велике судије (1748—1793)
- Игнац Хајл (15. март 1748 — 15. мај 1752)
- Пантелија Миланковић (15. мај 1752 — 21. април 1756)
- Јозеф Тир (21. април 1756 — 18. мај 1766)
- Давид Рацковић (18. мај 1766 — 12. мај 1772) - 1770. записнике са седница потписује Јозеф Риди
- Јозеф Риди (12. мај 1772 — 29. април 1778)
- Давид Рацковић (29. април 1778 — 9. јануар 1784)
- Јозеф Риди (9. јануар 1784 — 18. јул 1786)
- Од 3. јула 1786. до 21. децембра 1786. седницама Магистрата председава Ференц пл. Кашоњи, краљевски комесар
- Јозеф Сопрон 28. август 1786 — 1. јул 1793) [током целе 1788. записнике потписују сенатори Јефтимије Атанасијевић и Игњат Бицо][1]

## Градоначелници и Велике судије (1789—1849)
Од 2. јануара 1789. се у записницима са седница Магистрата, поред Великих судија, први пут јавља и титула градоначелника (лат. consule).
- Димитрије Бугарски постаје први градоначелник 25. јула 1789, а градски начелник постаје варошки капетан Манојло Николић, док је Велики судија Јефтимије Атанасијевић.
- Од 8. маја 1793. до 2. јануара 1800. градоначелник је Јозеф Сопрон, судија Јефтимије Атанасијевић, а Манојло Николић је само сенатор.
- Јозеф Сопрон (2. јануар 1800 — 15. мај 1801), Велики судија је Петар Алага
- Франц Штвртецки (15. мај 1801 — 1. мај 1807), Велики судија је Јозеф Сопрон до 1803, када судија постаје Јозеф Паус
- Од 1. маја 1807. до 1. јануара 1810. седницама Магистрата председава Андреа Оди де Пачир (поджупан бач-бодрошки)
- Григорије Јанковић (1. јануар 1810 — 19. новембар 1822), Велики судија је Јозеф Паус
- Георгије Константиновић (19. новембар 1922 — 1831), Велики судија је Јован Миливојин
- Франц Ланг (20. април 1835 — 7. мај 1836), Велики судија је Јефимије Јовановић
- Јохан Кербер (7. мај 1836 — 4. јануар 1839), Велики судија је Јефимије Јовановић
- Франц Ланг (4. јануар 1839 — 24. март 1840), Велики судија је Јохан Кербер
- Јован Камбер (24. март 1840 — 25. мај 1848), Велики судија је Франц Ланг
- Петар Зако (25. мај. 1848 - јун 1848), Велики судија Александар Костић
- Павле Јовановић (7. јул 1848 — јануар 1849), Велики судија је Гаврило Ползовић
- Од јануара 1849. седницама председава пуковник Карло Молинари, а потом краљевски комесар Антал Фараго. Нови Сад је 12. маја 1849. бомбардован са Петроварадинске тврђаве и Срби напуштају магистрат
- Јозеф Шимич (12. мај 1849 — октобар 1849)[1]

## Градоначелници (1849—1934)
Након што је формирано Војводство Србија и Тамишки Банат, Срби се враћају у магистрат.
- Павле Јовановић (октобар 1849 - 7. новембар 1850) [Записници магистрата се по први пут воде на српском језику]
- Григорије Јовшић (7. новембар 1850 — 11. октобар 1853)
- Гаврило Ползовић (11. октобар 1853 — 24. април 1861)
- Светозар Милетић (24. април 1861 — 1862)
- Павле Мачвански (прва половина 1862 - 24. јул 1862)
- Павле (Паво) Стојановић (24. јул 1862 — 23. мај 1867)
- Светозар Милетић (23. мај 1867 — 30. мај 1868)
- Павле (Паво) Стојановић [в. д. након краљевске суспензије Светозара Милетића] (30. мај 1868 — 27. април 1869)
- Стеван Брановачки (27. април 1869 — 13. мај 1872)
- Павле Мачвански (13. мај 1872 — 1874)
- Павле (Паво) Стојановић (1874 - 4. јул 1878)
- Јован Радановић (4. јул 1878 — 30. август 1884)
- Стеван Пеци Поповић (30. август 1884 — 1902)
- Лајош Салаи (1902—1906)
- Владимир Деметровић (1906—1914)
- Бела Профум (1914—1918)
- Јован Живојиновић (25. фебруар 1919 — 1920)
- Др Стеван Адамовић (1. април 1920 — 6. август 1921)
- Милан Слепчевић [велики жупан и в. д. градоначелника] (6. август 1921 — 2. септембар 1922)
- др Жарко Стефановић (2. септембар 1922 — 29. јануар 1925)
- Јован Лакић [в. д.] (29. јануар 1925 — 2. мај 1925)
- др Милан Миловановић (2. мај 1925 — 10. новембар 1926)
- Јован Лакић [в. д.] (10. новембар 1926 — 25. август 1928)
- др Бранислав Борота (25. август 1928 — септембар 1934)[1]

## Председници општине (1934—1941)
- др Бранислав Борота (септембар 1934 - април 1936)
- др Бранко Илић (април 1936 - јун 1938)
- Коста Миросављевић (јун 1938 - мај 1939)
- др Милош Петровић (мај 1939 - април 1941)[1]

## Други светски рат (1941—1944)
Од априла 1941. до септембра 1944. је на функцији градоначелника витез др Миклош Нађ. До ослобођења октобра 1944. га замењује Антал Нађ

## Председници Народноослободилачких одбора, Општине, Градске заједнице и Председници Скупштине општине (1944—2004)
- Алимпије Поповић (1944—1949)
- Душан Иброчкић (1949—1951)
- Радомир Радујков (1951—1952)
- Тодор Јовановић (1952—1956)
- Милосав Гоња [в.д.] (1956)
- Божа Мелкус (1957—1962)
- Тима Врбашки (1962—1967)
- Душан Илијевић (1967—1973)
- Милан Чанак (1974)
- Јован Дејановић (1974—1982)[2]
- Бранислав Дејановић (1982—1983)
- Здравко Мутин (1983—1984)
- Александар Хорват (1984—1985)
- Бошко Петров (1985—1989)
- Влада Поповић (1989—1992)

| Слика | Слика | Име и презиме (рођен–Умро)       | Мандат             | Мандат             | Мандат             | Политичка странка             |
| Слика | Слика | Име и презиме (рођен–Умро)       | Почетак            | Крај               | Траање             | Политичка странка             |
| ----- | ----- | -------------------------------- | ------------------ | ------------------ | ------------------ | ----------------------------- |
|       |       | Владимир Дивјаковић (рођен 1946) | 1992.              | 13. јануар 1993.   | 1 годину           | Социјалистичка партија Србије |
|       |       | Милорад Мирчић (1956–2025)       | 13. јануар 1993.   | 24. јун 1994.      | 1 година, 162 дана | Српска радикална странка      |
|       |       | Милорад Ђурђевић (рођен 1940)    | 24. јун 1994.      | 10. јануар 1995.   | 200 дана           | Социјалистичка партија Србије |
|       |       | Ђуро Бајић (рођен 1938)          | 10. јануар 1995.   | 12. децембар 1996. | 1 година, 337 дана | Социјалистичка партија Србије |
|       |       | Михајло Свилар (1947–2013)       | 12. децембар 1996. | 18. јун 1997.      | 188 дана           | Српски покрет обнове          |
|       |       | Стеван Врбашки (1940–2022)       | 18. јун 1997.      | 20. октобар 2000.  | 3 године, 124 дана | Српски покрет обнове          |
|       |       | Борислав Новаковић (рођен 1964)  | 20. октобар 2000.  | 5. октобар 2004.   | 3 године, 351 дан  | Демократска странка           |
|       |       | Маја Гојковић (рођен 1963)       | 5. октобар 2004.   | 5. јун 2006.       | 1 година, 243 дана | Српска радикална странка      |

## Република Србија
| Слика | Слика     | Име и презиме (рођен–Умро) | Мандат              | Мандат              | Мандат             | Политичка странка                           |
| Слика | Слика     | Име и презиме (рођен–Умро) | Почетак             | Крај                | Трајање            | Политичка странка                           |
| ----- | --------- | -------------------------- | ------------------- | ------------------- | ------------------ | ------------------------------------------- |
|       |           | Маја Гојковић (рођен 1963) | 5. јун 2006.        | 16. јун 2008.       | 2 године, 11 дана  | Српска радикална странка (до 4. марта 2008) |
|       | Независна | Маја Гојковић (рођен 1963) | 5. јун 2006.        | 16. јун 2008.       | 2 године, 11 дана  |                                             |
|       |           | Игор Павличић (рођен 1970) | 16. јун 2008.       | 12. септембар 2012. | 4 године, 88 дана  | Демократска странка                         |
|       |           | Милош Вучевић (рођен 1974) | 12. септембар 2012. | 26. октобар 2022.   | 10 година, 44 дана | Српска напредна странка                     |
|       |           | Милан Ђурић (рођен 1977)   | 26. октобар 2022.   | 24. фебруар 2025.   | 2 године, 121 дан  | Српска напредна странка                     |
|       |           | Жарко Мићин (рођен 1982)   | 24. фебруар 2025.   | Тренутно            | 89 дана            | Српска напредна странка                     |